# Caproni Ca.36

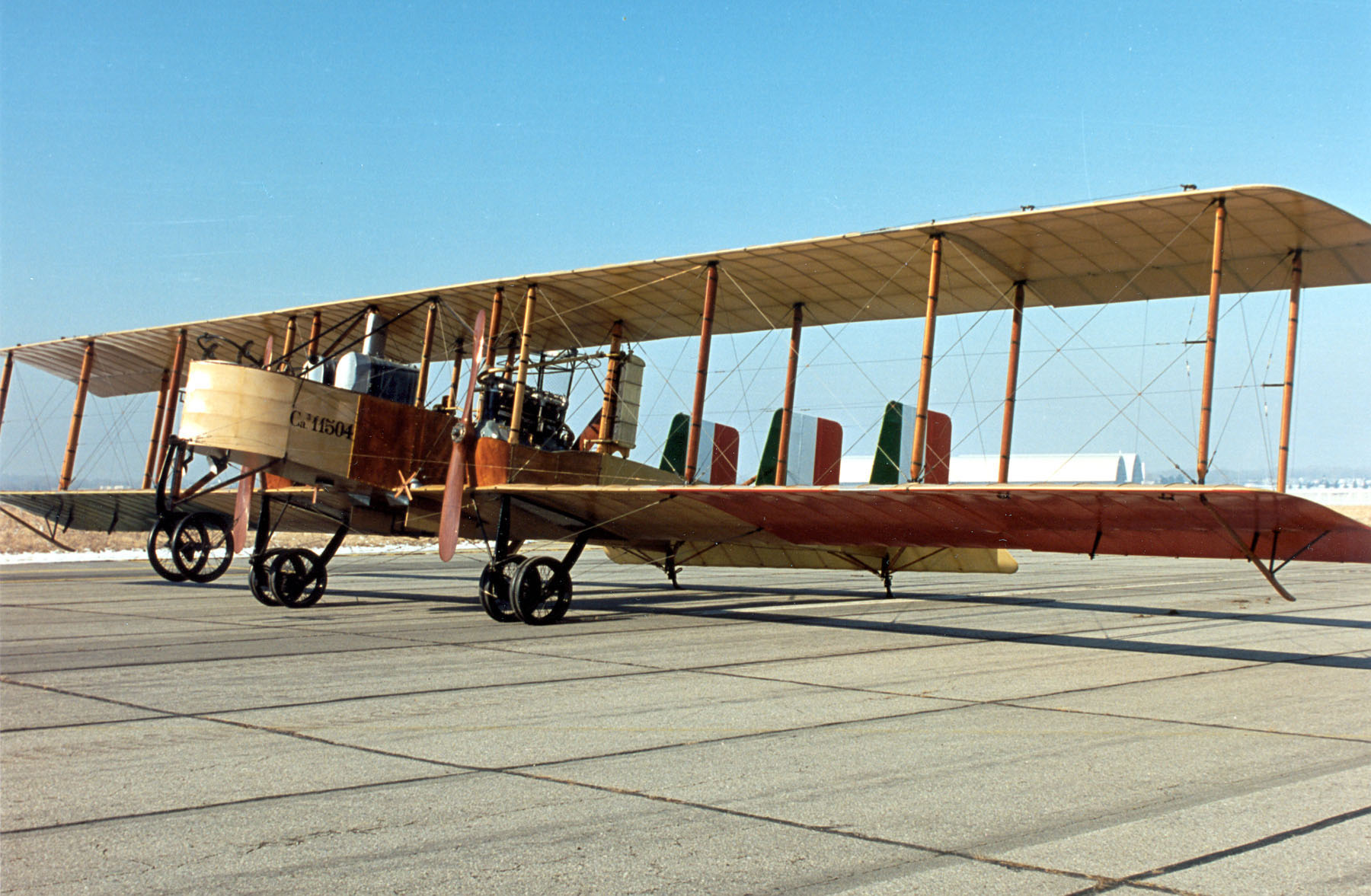
Caproni Ca.36 im Luftwaffenmuseum der USAF

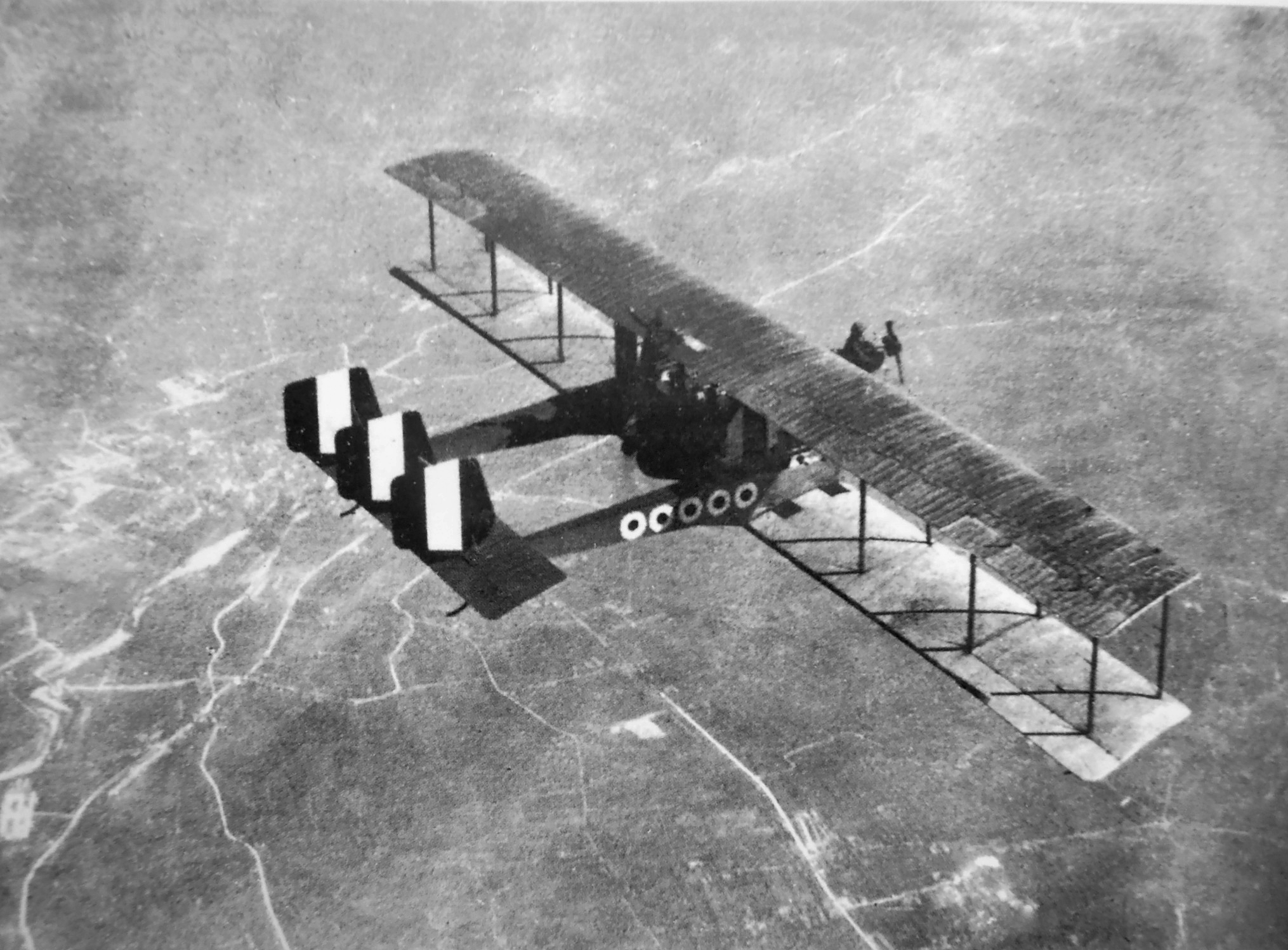
Caproni Ca.3

Die Caproni Ca.36 war ein schwerer italienischer Bomber im Ersten Weltkrieg, entworfen und gebaut vom Italiener Giovanni Battista Caproni. Caproni begann ab 1913 mit dem Bau von Riesenflugzeugen. Im Ersten Weltkrieg baute er eine große Anzahl von Bombern mit der militärischen Modellkennzeichnung Ca.1 bis Ca.5. Die Ca.36 war eine Variante des Ca.3-Typs, der ab 1917 zum Einsatz kam.

## Geschichte
Die italienische Luftwaffe setzte den Typ hauptsächlich zur Bombardierung von Zielen in Österreich-Ungarn ein, daneben war er auch in Frankreich und in Libyen im Einsatz. Die Caproni-Typen wurden auch von der französischen Luftwaffe und dem US Army Signal Corps geflogen. Großbritannien benutzte die Caproni-Bomber vor der Einführung der Handley Page O/100.
Nach dem Ersten Weltkrieg flogen die Caproni-Bomber noch bis 1929 bei der italienischen Luftwaffe und auch in den USA. Insgesamt wurden 153 Ca.36 hergestellt.
1987 erhielt das USAF-Museum eine Ca.36 zur Restaurierung vom italienischen Museo dell’aeronautica Gianni Caproni in Trient ausgeliehen, wo sie seit 1934 stand.

## Konstruktion
Die Caproni Ca.36 hatte drei wassergekühlte Isotta Fraschini V.4B-Motoren mit je 150 PS und flog mit vier Mann Besatzung (zwei Piloten, ein Front- und ein Heckschütze). Zur Jägerabwehr war sie mit zwei 6,5-mm-Maschinengewehren ausgerüstet. Das Heckleitwerk war dreigeteilt. Das Flugzeug konnte ohne Probleme auch noch mit zwei Triebwerken fliegen. Bei der Ca.36 konnten die Tragflächen leicht abgenommen werden, was Platz im Hangar sparte.

## Militärische Nutzung
Argentinien
 Frankreich
- Aéronautique Militaire

 Königreich Italien
- Corpo Aeronautico Militare/Regia Aeronautica

 Vereinigtes Königreich
- Royal Flying Corps / Royal Air Force

 Vereinigte Staaten
- American Expeditionary Force

## Technische Daten
| Kenngröße             | Daten                                                                         |
| --------------------- | ----------------------------------------------------------------------------- |
| Besatzung             | 4                                                                             |
| Länge                 | 11,06 m                                                                       |
| Spannweite            | 22,76 m                                                                       |
| Höhe                  | 3,87 m                                                                        |
| Flügelfläche          | 95,6 m²                                                                       |
| Leermasse             | 2600 kg                                                                       |
| max. Startmasse       | 3800 kg                                                                       |
| Höchstgeschwindigkeit | 140 km/h                                                                      |
| Dienstgipfelhöhe      | 4500 m                                                                        |
| Steigleistung         | 1000 m in 8 min                                                               |
| Reichweite            | 599 km                                                                        |
| Triebwerke            | 3 × 6-Zylinder-Reihenmotoren Isotta Fraschini V.4B mit je 160 PS (ca. 120 kW) |
| Bewaffnung            | 2 × 6,5-mm-Revelli-Maschinengewehre 800 kg Bomben                             |